# Jadwiga Doering

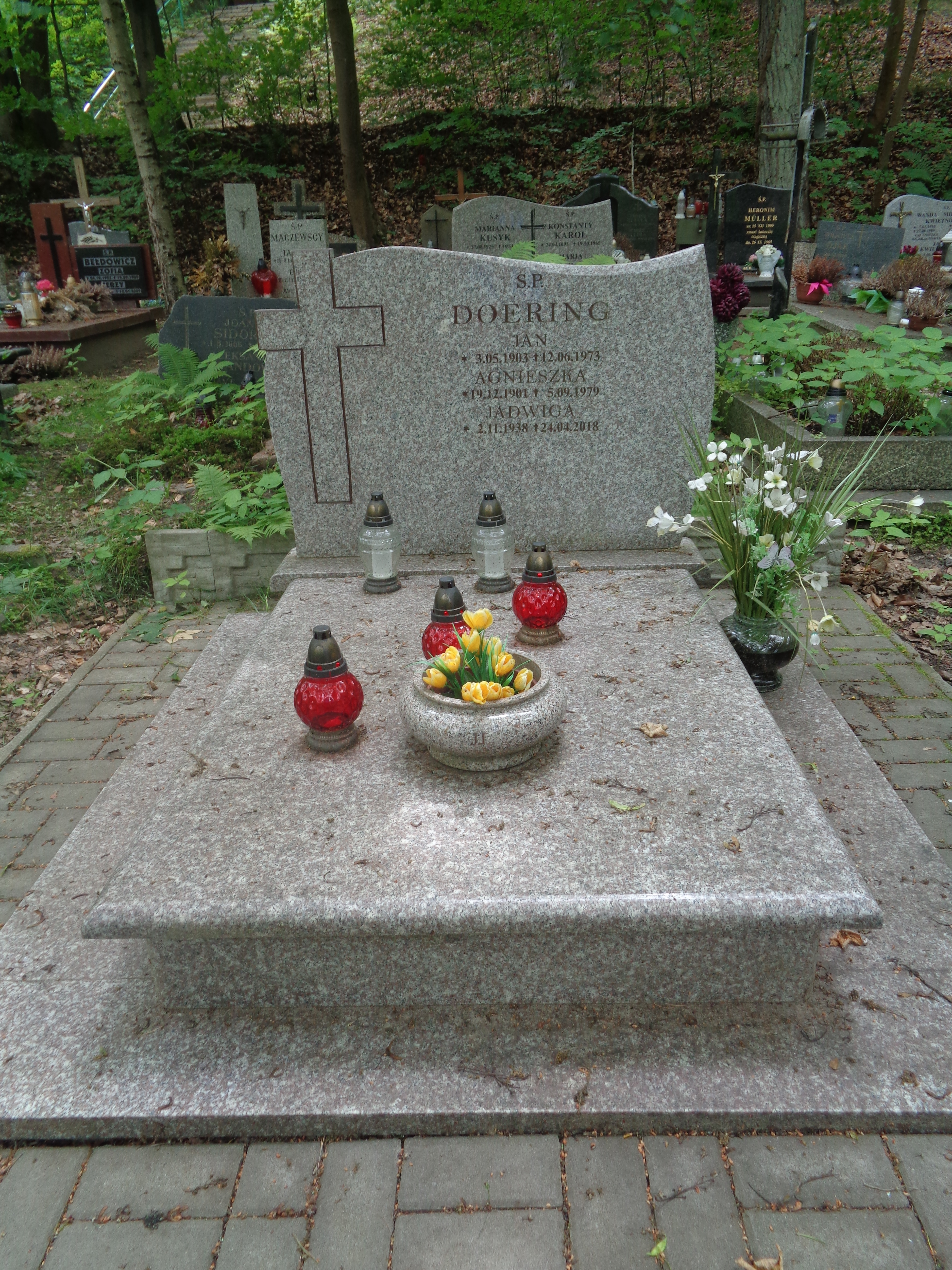
Grób Jadwigi Doering na Cmentarzu Srebryzsko w Gdańsku

Jadwiga Doering (ur. 2 listopada 1938 w Podjazach, zm. 24 kwietnia 2018 w Gdańsku) – polska kajakarka, olimpijka z Meksyku 1968.
Czołowa polska kajakarka lat 60. XX wieku. Wielokrotna mistrzyni Polski w:
- konkurencji K-1 na dystansie 500 metrów w roku 1965
- konkurencji K-2 na dystansie 500 metrów w latach 1962–1969
- konkurencji K-2 na dystansie 3000 metrów w latach 1962–1963, 1965–1966, 1968
- konkurencji K-4 na dystansie 500 metrów w roku 1964

Uczestniczka mistrzostw świata w roku 1966 podczas których zajęła 4. miejsce w konkurencji K-4 i 5. miejsce w konkurencji K-2 na dystansie 500 metrów.
Uczestniczka mistrzostw Europy w roku:
- 1965 podczas których zdobyła srebrny medal w konkurencji K-4 na dystansie 500 metrów (partnerkami w osadzie były: Izabella Antonowicz, Stanisława Szydłowska, Agnieszka Wyszyńska) oraz zajęła 7. miejsce w konkurencji K-1 na dystansie 500 metrów i 8. miejsce w konkurencji K-2 na tym samym dystansie,
- 1967 podczas których zajęła 5. miejsce w konkurencji K-4 na dystansie 500 metrów oraz 8. miejsce w konkurencji K-2 na dystansie 500 metrów.

Na igrzyskach olimpijskich w 1968 roku wystartowała w konkurencji K-2 na dystansie 500 metrów (partnerką była Izabella Antonowicz). Polska osada zajęła 9. miejsce.